# Trofeo de la Independencia de Zimbabue
El Trofeo de la Independencia de Zimbabue es un torneo eliminatorio de fútbol de Zimbabue. Se creó en 1983 como una competición jugada durante las conmemoraciones de la independencia del país. La final suele jugarse el 18 de abril, día de la independencia de Zimbabue.

## Palmarés
| Temporada | Campeón          | Resultado        | Finalista        |
| --------- | ---------------- | ---------------- | ---------------- |
| 1983      | Dynamos          | 2 - 1            | Highlanders      |
| 1984      | Dynamos          | 1 - 0            | Black Rhinos     |
| 1985      | Partido de zonas | Partido de zonas | Partido de zonas |
| 1986      | Highlanders      | 2 - 1            | CAPS United      |
| 1987      | Black Rhinos     | 1 - 0            | Airforce FC      |
| 1988      | Highlanders      | 1 - 0            | Chapungu United  |
| 1989      | Zimbabwe Saints  | 1 - 0            | Dynamos          |
| 1990      | Dynamos          | 3 - 2            | Highlanders      |
| 1991      | Highlanders      | 2 - 1            | CAPS United      |
| 1992      | CAPS United      | 1 - 0            | Highlanders      |
| 1993      | CAPS United      | 1 - 0            | Black Aces       |
| 1994      | Chapungu United  | 4 - 1            | Eiffel Flats     |
| 1995      | Dynamos          | 5 - 0            | Chapungu United  |
| 1996      | CAPS United      | 2 - 1            | Zimbabwe Saints  |
| 1997      | CAPS United      | 1 - 0            | Zimbabwe Saints  |
| 1998      | Dynamos          | 2 - 0            | Highlanders      |
| 1999      | Amazulu FC       | 0 - 0 (7-6 pen.) | Wankie FC        |
| 2000      | No disputado     | No disputado     | No disputado     |
| 2001      | Highlanders      | 0 - 0 (3-1 pen.) | Dynamos          |
| 2002      | Highlanders      | 3 - 1            | Dynamos          |
| 2003      | Black Rhinos     | 2 - 1            | Highlanders      |
| 2004      | Dynamos          | 2 - 1            | Highlanders      |
| 2005      | Motor Action     | 2 - 0            | Highlanders      |
| 2006      | Masvingo United  | 1 - 1 (3-0 pen.) | CAPS United      |
| 2007      | Masvingo United  | 3 - 0            | Highlanders      |
| 2008      | Shooting Stars   | 1 - 0            | Highlanders      |
| 2009      | Njube Sundowns   | 1 - 0            | Dynamos          |
| 2010      | Dynamos          | 2 - 0            | Highlanders      |
| 2011      | Highlanders      | 0 - 0 (4-3 pen.) | Dynamos          |
| 2012      | FC Platinum      | 1 - 1 (4-1 pen.) | Motor Action     |
| 2013      | Dynamos          | 1 - 0            | Highlanders      |
| 2014      | FC Platinum      | 1 - 1 (3-0 pen.) | Dynamos          |
| 2015      | FC Platinum      | w/o              | FC Platinum      |
| 2016      | Chicken Inn      | 2 - 1            | Highlanders      |
| 2017      | Dynamos          | 1 - 1 (3-2 pen.) | Highlanders      |
| 2018      | No disputado     | No disputado     | No disputado     |
| 2019      | Highlanders      | 2 - 0            | Dynamos          |

## Títulos por club
| Club            | Ciudad     | Campeón | Años Campeón                                         |
| --------------- | ---------- | ------- | ---------------------------------------------------- |
| Dynamos         | Harare     | 9       | 1983, 1984, 1990, 1995, 1998, 2004, 2010, 2013, 2017 |
| Highlanders     | Bulawayo   | 7       | 1986, 1988, 1991, 2001, 2002, 2011, 2019             |
| CAPS United     | Harare     | 4       | 1992, 1993, 1996, 1997                               |
| FC Platinum     | Zvishavane | 2       | 2014, 2015                                           |
| Masvingo United | Masvingo   | 2       | 2006, 2007                                           |
| Black Rhinos    | Harare     | 2       | 1987, 2003                                           |
| Zimbabwe Saints | Bulawayo   | 1       | 1989                                                 |
| Chapungu United | Gweru      | 1       | 1994                                                 |
| Amazulu FC      | Bulawayo   | 1       | 1999                                                 |
| Motor Action    | Mutare     | 1       | 2005                                                 |
| Shooting Stars  | Harare     | 1       | 2008                                                 |
| Njube Sundowns  | Gwanda     | 1       | 2009                                                 |
| Chicken Inn     | Bulawayo   | 1       | 2016                                                 |